# Maimuna Memon
Maimuna Enya Memon (Preston, 1992) è un'attrice teatrale britannica.

## Biografia
Nata nel Lancashire da madre irlandese e padre pakistano, è cresciuta in Australia. All'età di diciotto anni è tornata in patria per studiare recitazione alla Oxford School of Drama, diplomandosi nel 2015. Subito dopo ha esordito sulle scene interpretando Florinda in Into the Woods a Manchester e, nel 2016, ha esordito sul piccolo schermo nella soap opera Doctors e sulle scene londinesi con il musical Lazarus, insieme a Michael C. Hall. Nel 2017 e nel 2020 ha interpretato Maria Maddalena in Jesus Christ Superstar al Regent's Park Open Air Theatre, mentre nel 2022 ha esordito nel West End interpretando Nikki in Standing at the Sky's Edge; per la sua interpretazione ha ricevuto una candidatura per il Laurence Olivier Award alla migliore attrice non protagonista in un musical.
Sempre nel 2022 ha composto le musiche di un allestimento di Enrico VIII allo Shakespeare's Globe e ha esordito all'Edinburgh Fringe con il suo one-woman-show Manic Street Creature, che le è valso il Fringe First Award. Nel 2024 ha fatto il suo debutto al National Theatre in una riduzione teatrale di Furore e ha esordito alla Donmar Warehouse interpretando Sonja Rostova in Natasha, Pierre & The Great Comet of 1812; per la sua interpretazione ha vinto il Premio Laurence Olivier nel 2025, nella categoria per cui era stata precedentemente candidata nel 2023.

## Teatro

### Attrice
- Into the Woods, Royal Exchange di Manchester (2015)
- The Busker's Opera, Park Theatre di Londra (2016)
- Lazarus, King's Cross Theatre di Londra (2016)
- Winnie and Wilbur, Repertory Theatre di Birmingham (2017)
- Jesus Christ Superstar, Regent's Park Open Air Theatre (2017; 2020)
- The Assassination of Katie Hopkins, Theatre Clwyd di Mold (2018)
- Hobson's Choice, Royal Exchange di Manchester (2019)
- Electrolyte, Edinburgh Fringe di Edimburgo (2019)
- Ghost Quartet, Boulevard Theatre di Londra (2019)
- Standing at the Sky's Edge, Crucible Theatre di Sheffield (2019), Gillian Lynne Theatre di Londra (2022)
- The Band Plays On, Sheffield Theatres di Sheffield (2021)
- Living Newspaper Edition 6, Royal Court Theatre di Londra (2021)
- Nine Lessons and Carols, Almeida Theatre di Londra (2021)
- Manic Street Creature, Edinburgh Fringe di Edimburgo (2022)
- Furore, National Theatre di Londra (2024)
- Natasha, Pierre & The Great Comet of 1812, Donmar Warehouse (2024)

### Autrice
- Manic Street Creature, Edinburgh Fringe di Edimburgo (2022)

### Compositrice
- Electrolyte, Edinburgh Fringe di Edimburgo (2019)
- Enrico VIII, Shakespeare's Globe di Londra (2022)

## Filmografia

### Televisione
- Doctors - serie TV, episodio 18x107 (2016)
- Unforgotten - serie TV, episodio 3x6 (2018)
- Sherwood - serie TV, episodio 1x1 (2022)
- Time - serie TV, episodio 2x2 (2023)
- Domino Day - serie TV, 5 episodi (2025)

## Discografia

### EP
- More Than I Bargained For (2023)

### Singoli
- "First Born Child" (2022)
- "Calling" (2022)
- "Sinner" (2023)
- "Insomnia" (2024
- "Selling" (2023)

## Riconoscimenti
- Premio Laurence Olivier
  - 2023 – Candidatura per la migliore attrice non protagonista in un musical per Standing at Sky's Edge
  - 2025 – Migliore attrice non protagonista per Natasha, Pierre & The Great Comet of 1812